# Tiki Taka Russia
Tiki Taka Russia è stato un programma televisivo di genere sportivo, andato in onda dal 16 al 28 giugno 2018 alle ore 22:00 in occasione delle partite del Campionato mondiale di calcio 2018 su Italia 1.

## Il programma
Il programma, condotto e ideato da Pierluigi Pardo con la partecipazione di Ria Antoniou, Andrea Pucci e Cristiano Militello, era uno spin-off della trasmissione Tiki Taka - Il calcio è il nostro gioco.
Tiki Taka Russia era una trasmissione che si occupava del post partita dei Mondiali 2018, con collegamenti in diretta da Mosca e dai ritiri delle nazionali. Vi erano anche interviste, notizie ed analisi legate alle partite disputate nel corso del torneo.
In studio si sono alternati diversi ospiti tra cui Fabio Capello, Marco Amelia, Vincent Candela, Tommaso Paradiso, Ciro Ferrara, Giuseppe Cruciani ed Eleonora Boi.
Dalla fine del mese di giugno, non venendo più trasmesse partite in diretta su Italia 1, la trasmissione cessa di andare in onda.

## Edizioni
| Edizione | Periodo        | Periodo        | Conduttore      | Puntate | Telespettatori | Share  |
| Edizione | Inizio         | Fine           | Conduttore      | Puntate | Telespettatori | Share  |
| -------- | -------------- | -------------- | --------------- | ------- | -------------- | ------ |
| 1ª       | 16 giugno 2018 | 28 giugno 2018 | Pierluigi Pardo | 10      | 2.219.000      | 14,64% |